# Formiguer del Yapacana
El formiguer del Yapacana (Aprositornis disjuncta) és una espècie d'ocell de la família dels tamnofílids (Thamnophilidae) i única espècie del gènere 	Aprositornis.

## Hàbitat i distribució
Sotabosc de la selva humida. Conegut únicament a les terres baixes del sud de Veneçuela.